# CSD Liniers
Der Club Social y Deportivo Liniers ist ein argentinischer Fußballverein aus San Justo (Partido La Matanza) im Ballungsraum von Buenos Aires. Der Verein wird auch Celeste oder La Topadora del Oeste genannt.

## Geschichte

### Ursprünge
Die Geschichte des CSD Liniers beginnt mit seinem Vorgänger „Liniers Sport Club“, der am 7. Februar 1919 im Stadtteil Liniers von Buenos Aires gegründet wurde. Im selben Jahr trat er dem argentinischen Fußballverband AFA bei und spielte in der zweiten Liga. Aufgrund einer Spaltung in der Liga wurde er 1920 in die División Intermedia befördert. 1921 erreichte der Verein seinen Höhepunkt, gewann die Zona Sur und spielte das Finale um die sechste Aufstiegsrunde, unterlag jedoch Sportivo Dock Sud. 1922 wechselte er den Verband zur Asociación Amateurs de Football und kämpfte 1923 erneut um den Aufstieg in die erste Liga, scheiterte aber knapp. In den folgenden Jahren blieb der Erfolg aus. 1927 wechselte der Klub erneut den Verband zur Asociación Amateurs Argentina de Football. 1931 landete das Team auf dem letzten Platz und stieg ab. Durch Umstrukturierungen gab es Höhen und Tiefen in den folgenden Jahren, die in der Auflösung 1935 mündeten.

### Gründung und Fusion
CSD Liniers wurde am 2. Juni 1931 als „Sarmiento“ gegründet. Etwas später fusionierte er mit dem „Liniers Sport Club“ und nannte sich „Club Atlético Sportivo Liniers Sud“. 1941 wurde die Fußballmannschaft Mitglied der AFA und 1948 bekam der Verein seinen heutigen Namen. In dieser neuen Phase erreichte der Verein den dritten Platz in der Meisterschaft der dritten Liga. 1942 erreichte er den ersten Platz, unterlag aber im Finale Estudiantes. 1950 wurde die zweite Liga in Primera División B und eine dritte Liga, die Segunda División, aufgeteilt. Durch diese Umstrukturierung trat Liniers in der vierten Liga, der Primera D, an und gewann mit der Meisterschaft seinen ersten Titel.

### Aufstiege und Abstiege
1966 erreichte Liniers den dritten Platz in der Primera C (zuvor Segunda División). Nach einer erneuten Umstrukturierung der Liga stieg die Mannschaft 1967 in die Primera Nacional B auf, nachdem das Team den Aufstieg über ein Relegationsturnier geschafft hatte. Liniers konnte sich bis 1970 in der zweiten Spielklasse halten, wurde dann allerdings bis in die viertklassige Primera D durchgereicht. 1970 erfolgte der direkte Wiederaufstieg, ehe der Verein Ende der 1970er Jahre wieder in die Viertklassigkeit abrutschte.

### Unterklassigkeit bis in die Neuzeit
In der Folge spielte Liniers bis in die kürzere Vergangenheit in der vierten oder fünften Spielklasse Argentiniens. Zwar gelang dem Team mehrfach die Qualifikation für das Torneo Reducido, in dem Teams um den Aufstieg spielen, jedoch gelang dieser dem Klub aus Buenos Aires nicht in die dritte Liga.

### Aufstieg in die Drittklassigkeit
Am 23. Oktober 2023 entschied die AFA, den dritten Abstiegsplatz in der Primera Nacional abzuschaffen, wobei Liniers davon profitierte, indem es den frei gewordenen Platz in der Primera B Metropolitana als Tabellenvierter bekam. Am 12. Dezember wurde die offizielle Bestätigung für den Aufstieg bekanntgegeben und somit kehrte der Verein nach 54 Jahren in die dritte Spielklasse zurück.

## Rivalitäten
Hauptrivale des Vereins ist Deportivo Laferrere, der mit Liniers den Clásico de La Matanza oder Clásico Matancero ausspielt. Beide Vereine kommen aus dem Partido La Matanza.

## Stadion
Seine Heimspiele trägt der CSD Liniers im 3000 Zuschauer fassenden Estadio Juan Antonio Arias aus. Das Stadion wurde 1970 eröffnet.

## Erfolge
- Meister der Primera D: 1950